# Cultura dello stupro
Cultura dello stupro è il termine usato a partire dagli studi di genere, dalla letteratura femminista e postmoderna, per analizzare e descrivere una cultura nella quale lo stupro e altre forme di violenza sessuale sono comuni, e in cui gli atteggiamenti prevalenti, le norme, le pratiche e atteggiamenti dei media, normalizzano, minimizzano o incoraggiano lo stupro e altre violenze sulle donne.
La prima definizione del concetto viene attribuita al documentario dal titolo Rape culture del 1975 in cui la regista Margaret Lazarus descrive come lo stupro sia rappresentato nel cinema, nella musica ed in altre forme di "intrattenimento". Patricia Donat e John D'Emilio, in uno scritto del 1992 apparso sul Journal of Social Issues, suggeriscono invece che il termine ha origine nel libro del 1975 Against Our Will: Men, Women, and Rape di Susan Brownmiller come "cultura solidale con lo stupro". Le autrici di "Transforming a Rape Culture", testo pubblicato nel 1993, definiscono la cultura dello stupro come:
(Emilie Buchwald, Pamela Fletcher, Martha Roth; Transforming a Rape Culture, Minneapolis (1993), MN: Milkweed Editions.)

## Cultura dello stupro nella letteratura
Si è parlato di "cultura dello stupro" nella mentalità occidentale perché si possono trovare diversi pensatori che hanno in qualche misura legittimato l'uso della forza nel corteggiamento. In queste testimonianze, si presume che la donna rifiuti qualunque approccio sessuale, anche se gradito, per difendere il proprio "onore".
Fra i Greci, Erodoto sostiene che il matrimonio forzato per rapimento è desiderato dalle donne e quindi è saggio non preoccuparsi del loro destino:
Fra i Latini Ovidio, nel suo trattato Ars amatoria, che ebbe enorme successo anche nei secoli successivi, afferma che la donna ama subire violenza: la frase "Grata est vis ista puellis" è all'origine dell'espressione latina Vis grata puellae, utilizzata ancora recentemente nella giurisprudenza sulla violenza sessuale. È da puntualizzare, che la violenza sessuale era comunque punita mediante la relegatio in insulam.
Nel Medioevo, il genere letterario della "pastorella", diffuso nella letteratura provenzale e in quella italiana del "dolce stil novo", ritrae una pastora avvicinata da un cavaliere che la corteggia. Nel componimento, la pastora può accettare o rifiutare le offerte amorose del cavaliere; quest'ultimo può aver ragione dell'ingenuità della ragazza con l'inganno, come una falsa proposta di matrimonio, o con l'aggressione sessuale.
Anche in India, Mallanaga Vatsyayana scrivendo il Kāma Sūtra contempla fra le modalità di conquista di una donna (seppure fra le peggiori e relegate in fondo alla lista) quella di drogarla o rapirla e quindi violentarla Tuttavia, Vatsyayana mette in guardia sul fatto che:.
In altre culture, come in Kirghizistan, la donna non può esprimere il proprio assenso nemmeno ad una proposta di matrimonio, che infatti nella sua forma tradizionale avviene per rapimento. Ernest Abdyjaparov, regista kirghiso autore del film "Boz Salkyn" (2007), spiega:

## Lo stupro come atto di potere
Nel 1975 fu l'attivista Susan Brownmiller a far emergere il paradigma della cultura dello stupro, rendendo popolare la risposta a questo problema presa in prestito da vari teorici precedenti. Nel suo libro polemico Against Our Will: Men, Women and Rape – successivamente inserito nei Books of the Century della New York Library – Brownmiller ripercorre le idee di Karl Marx, Sigmund Freud e Ayn Rand e fornisce la linea immortale del paradigma, secondo cui lo stupro è «un processo cosciente di intimidazione con cui tutti gli uomini mantengono tutte le donne in uno stato di paura». Secondo Brownmiller e secondo l'attuale paradigma, il fenomeno dello stupro non ha nulla a che fare con uomini immorali che cercano la gratificazione sessuale; piuttosto, lo stupro è un'invenzione dell'uomo per mantenere un sistema di dominio psicologico sulle donne. Agli uomini viene insegnato, dal prevalente ethos sessista nella società occidentale, ad usare lo stupro come strumento per sviluppare paura nelle donne, e le donne imparano dallo stesso sistema a temere gli uomini:
(Susan Brownmiller, Against Our Will: Men, Women and Rape (1975).)
Questo paradigma si è esteso nelle scienze sociali e negli studi di genere, dove, seguendo lo schema tradizionale di Brownmiller, si teorizza che lo stupro non riguarda l'orientamento sessuale o il desiderio sessuale: è al contrario un atto di potere e di controllo in cui la vittima viene brutalizzata e umiliata. Inoltre l'atto dello stupro è in realtà normalizzato nella società patriarcale occidentale e gli uomini stuprano perché hanno imparato ed appreso che lo stupro è accettabile ed è un comportamento normale. Il nucleo della cultura dello stupro, è spesso espresso con lo slogan "Rape is about power, not sex" (ovvero, "lo stupro ha che fare con il potere, non con il sesso") o con espressioni simili. In un memorandum online sui fraintendimenti nei confronti dello stupro e della violenza sessuale, il SAPAC (Sexual Assault and Prevention Awareness Center) dell'Università del Michigan afferma che «la violenza sessuale ha a che fare con il potere e il controllo» e che è un'idea fortemente sbagliata pensare che essa avvenga «perché le persone hanno bisogno di sesso» o perché «le persone si lasciano trasportare dai loro desideri e/o ormoni sessuali».
La giornalista Joan Beck del Chicago Tribune scrisse che: «se c'è ancora qualche malinteso persistente sul fatto che lo stupro sia un crimine di passione sessuale, è importante colpire al cuore questa idea il più rapidamente possibile». Un altro scrittore definisce il vecchio modello dello stupro (che lo intendeva come espressione di libido e del desiderio sessuale), come «fantasie ideologiche di coloro che giustificano la coercizione sessuale» e afferma che ammettere che lo stupro è radicato nei desideri umani «in realtà equivale a un incitamento allo stupro».

## Espressioni della cultura dello stupro
All'interno di questo paradigma, gli atti di "blando" sessismo vengono comunemente usati per validare e razionalizzare pratiche normative misogine; ad esempio, si può dire che le barzellette sessiste promuovano la mancanza di rispetto per le donne e una contestuale mancanza di rispetto per il loro benessere, che in ultima analisi fanno sembrare accettabile il loro stupro e abuso.
Esempi di comportamenti che tipizzano la cultura dello stupro comprendono la colpevolizzazione della vittima, la banalizzazione dello stupro carcerario, lo slut-shaming e l'oggettivazione sessuale.
La cultura dello stupro è stata descritta come dannosa per gli uomini oltre che per le donne. Alcuni scrittori come Jackson Katz e Don McPherson, hanno detto che è intrinsecamente collegata al ruolo di genere che limita l'auto-espressione degli uomini e causa loro danni psicologici. È stata collegata anche all'omofobia. Ad esempio, Andrea Dworkin, nel 1983 scrisse: «Se volete fare qualcosa contro l'omofobia, dovete fare qualcosa contro il fatto che gli uomini stuprano e che il sesso forzato non è incidentale alla sessualità maschile, ma è in pratica paradigmatico».
I Centri antiviolenza, i Telefoni donna, le Case delle donne, oltre ad aiutare e assistere le donne che hanno subito violenza, hanno organizzato sia in Italia che in tutto il mondo, molte manifestazioni e iniziative a partire dagli anni '70 per porre fine alla cultura dello stupro basato sul potere dell'uomo sulla donna.
Recentemente, nell'ambito del processo a carico di Ciro Grillo per il presunto stupro di gruppo ai danni di una studentessa, il video con cui Beppe Grillo padre dell'imputato ha cercato di difendere il figlio dall'accusa è stato criticato in quanto espressione di una cultura dello stupro. A tale proposito l'avvocata Giulia Bongiorno, legale della famiglia della presunta vittima, dichiarò che avrebbe portato il video in Procura come prova a carico dell'imputato.

## Critiche del paradigma
La concettualizzazione della cultura dello stupro è stata criticata da diversi autori e organizzazioni per ragioni anche estremamente differenti. 
Il RAINN (Rape, Abuse & Incest National Network), una delle principali organizzazioni del Nord America contro la violenza sessuale, in un rapporto che riporta alcune raccomandazioni alla Casa Bianca sulla lotta allo stupro nei campus universitari, identifica tra i problemi anche l'enfasi eccessiva data al concetto di "cultura dello stupro", sia come causa degli stupri che come mezzo per comprenderli e prevenirli, constatando: «Negli ultimi anni, c'è stata una sfortunata tendenza a incolpare la "cultura dello stupro" per l'ampio problema della violenza sessuale nei campus. Mentre è utile evidenziare le barriere sistemiche per affrontare il problema, è importante non perdere di vista un fatto semplice: lo stupro non è causato da fattori culturali ma dalle decisioni consapevoli, fatte da una piccola percentuale della comunità, di impegnarsi in un crimine violento».
Nel rapporto, il RAINN cita uno studio di David Lisak, che stima che è solo il 3% degli uomini nei college ad essere responsabile del 90% degli stupri nei college stessi. Il RAINN sostiene che lo stupro è il prodotto di individui che hanno deciso di ignorare il messaggio culturale travolgente secondo cui lo stupro è sbagliato. Il rapporto sostiene che la tendenza a concentrarsi su fattori culturali che presumibilmente condonano o normalizzano lo stupro «ha l'effetto paradossale di rendere più difficile fermare la violenza sessuale, poiché rimuove l'attenzione dall'individuo in errore, e apparentemente attenua la responsabilità personale delle proprie azioni».
In un'intervista del 2013, la professoressa Camille Paglia ha descritto le preoccupazioni di certe femministe nei confronti di un'ipotetica "cultura dello stupro" come «ridicole» e «nevrotiche», interpretandole come un artefatto delle ideologie liberali borghesi, secondo cui le persone sono tutte essenzialmente buone e dunque tutti i problemi sociali possono essere risolti con l'educazione. Questo concetto di cultura dello stupro andrebbe, secondo Paglia, molto a scapito delle giovani donne istruite. Paglia sostiene, che - con questa concettualizzazione dello stupro - le giovani donne non sono preparate a prevedere o affrontare quella piccola minoranza di persone profondamente malvagie nel mondo, a cui semplicemente non importa seguire le leggi o obbedire alle convenzioni sociali. Inoltre, dice Paglia, le sostenitrici femministe della cultura dello stupro tendono a ignorare completamente le vittime maschili di violenza sessuale.
Caroline Kitchens, in un articolo del 2014 sulla rivista Time, intitolato "È ora di finirla con l'isteria sulla cultura dello stupro" (It's Time to End "Rape Culture" Hysteria) ha suggerito che: «Sebbene lo stupro sia certamente un problema serio, non ci sono prove che sia considerato una norma culturale. [...] Nei campus universitari, l'ossessione per l'eliminazione della "cultura dello stupro" ha portato alla censura e all'isteria». Heather MacDonald ha suggerito che «In una deliziosa ironia storica, i "baby boomer" che hanno smantellato l'architettura intellettuale dell'università in favore del sesso sfrenato e della protesta ora hanno burocratizzato entrambe». Secondo Joyce E. Williams, «la critica principale alla cultura dello stupro e alla teoria femminista da cui essa viene fuori, è l'implicazione monolitica che alla fine tutte le donne sono vittime di tutti gli uomini».
Christina Hoff Sommers ha contestato l'esistenza della cultura dello stupro, sostenendo che lo stupro è sovrariportato e sovraenfatizzato. Ad esempio, secondo Sommers, la convinzione comune che «una donna su quattro verrà violentata nel corso della sua vita» si basa su uno studio errato, ma frequentemente citato perché conduce a gruppi anti-stupro nei campus che ricevono finanziamenti pubblici. Sommers e altri, come detto, hanno specificamente messo in discussione lo studio del 1984 citato da Mary Koss secondo cui 1 donna su 4 nei college è stata vittima di stupro, accusandola di aver sopravvalutato lo stupro sulle donne e di aver minimizzato l'incidenza degli uomini come vittime di sesso non desiderato. Secondo Sommers, ben il 73% dei soggetti dello studio di Koss non era d'accordo con la sua caratterizzazione di essere stati stuprati, mentre altri hanno sottolineato che lo studio di Koss si concentrava solo sulla vittimizzazione delle donne, sottovalutando l'importanza della vittimizzazione sessuale degli uomini, anche se i dati indicavano che un uomo su sette nei college era stato vittima di sesso non voluto. Sommers sottolinea che Koss aveva deliberatamente ristretto la definizione di "incontri sessuali indesiderati" per gli uomini nei casi in cui gli uomini erano le vittime.
Anche Barbara Kay, una giornalista canadese, ha criticato la discussione della femminista Mary Koss sulla cultura dello stupro, descrivendo la nozione secondo cui «lo stupro rappresenta un comportamento estremo, che si trova su un continuum con un comportamento maschile normale all'interno della cultura» come «straordinariamente misandrico».
Altri studiosi, come bell hooks, hanno criticato il paradigma della cultura dello stupro con un approccio estremamente diverso e ancor più radicale, basato sull'intersezionalità, sulla base del fatto che il paradigma – per quanto corretto – tende a focalizzarsi solo sulla violenza sessuale, ignorando la posizione dello stupro in una sovrastante "cultura della violenza" che opprime in generale le minoranze etniche, sociali e sessuali. Questi critici affermano che isolare lo stupro e i suoi sostegni sociali da altre forme di violenza, rende meno efficaci gli sforzi per combatterlo e ignora o banalizza altre forme di violenza. Ad esempio, nel 1993 hooks ha contribuito alla stesura di un capitolo in un libro sulla cultura dello stupro, concentrandosi sulla cultura dello stupro nel contesto del patriarcato nella cultura afroamericana.

### Critiche scientifiche: il ruolo dell'evoluzione
I critici scientifici della cultura dello stupro, rifacendosi all'approccio della psicologia evoluzionista e ai dati statistici, pur non negando a priori l'effettivo peso del contesto culturale e sociale, ritengono però che il fenomeno della violenza sessuale piuttosto che legato al concetto di potere, abbia origini più strettamente biologiche ed evolutive e sia legato al desiderio sessuale.
Nel libro Against Our Will: Men, Women, and Rape di Susan Brownmiller, la scrittrice femminista fa un'incursione anche nel mondo dell'antropologia e della zoologia, e ritiene di dover disgiungere lo stupro dal desiderio sessuale teorizzando che si tratta di un fenomeno sociale umano non trovato altrove in natura: «Nessuno zoologo, per quanto ne so, ha mai osservato animali che si stupravano nel loro habitat naturale, la natura selvaggia».
In realtà la letteratura scientifica ha da tempo documentato a più riprese casi di "coercizione sessuale" (un fenomeno di forzatura violenta dell'attività sessuale) in molte varietà di specie animali tra i quali: cervi, pesci, mosche, anatre e soprattutto nei primati (scimmie, oranghi, scimpanzé e gorilla).
In uno dei casi più eclatanti in primatologia, l'eminente ricercatrice di oranghi Birutė Galdikas ha dovuto assistere impotente mentre una delle sue assistenti veniva violentata da un grande orangotango. In effetti la letteratura empirica zoologica che osserva la coercizione sessuale tra gli animali allo stato selvatico è notevolmente estesa.
Una revisione sistematica della letteratura zoologica attuata sotto l'egida dell'American Psychological Association conclude sulla questione dicendo: 
(The Causes of Rape, American Psychological Association (2005).)
I critici affermano che se lo stupro tra gli umani riguardasse solo ed esclusivamente il potere invece del desiderio sessuale, allora le donne trovate più sessualmente desiderabili, tra cui le giovani donne nelle fasi più fertili della vita, non dovrebbero essere sovra-rappresentate nelle statistiche sugli stupri. Nella logica femminista, infatti, secondo la teoria del potere, il comportamento umano dovrebbe discostarsi da quello degli altri animali su questo fronte. Un opuscolo dell'associazione australiana CASA (Centre Against Sexual Assault), che riassume il concetto della cultura dello stupro, affermava: «Poiché l'aggressione sessuale riguarda esclusivamente il potere, e non il sesso, allora l'età o l'aspetto della vittima è irrilevante [...] I rapporti della polizia mostrano che anche bambine e donne a novant'anni sono state violentate».
I dati, replicano i critici, non sono però ambigui, al contrario: le donne giovani hanno molte più probabilità di essere stuprate rispetto a bambini o alle donne anziane, il che è, secondo gli scettici, esattamente quello che ci si aspetterebbe se lo stupro riguardasse il sesso – come è normale tra le altre specie animali – ma non quello che ci si aspetterebbe se il desiderio sessuale fosse irrilevante, come pretende la logica femminista. Trovare prove aneddotiche di stupro nei bambini e negli anziani, come hanno fatto alcune ricerche, secondo i critici non può invalidare questo risultato aggregato, soprattutto perché è nota l'esistenza di piccole minoranze di persone sessualmente attratte (parafilie) da bambini e anziani.
Di fronte a queste statistiche, una risposta coerente con la cultura dello stupro potrebbe essere che le giovani donne abbiano maggiori probabilità di essere violentate solo perché sono più vulnerabili alla criminalità in generale, e quindi gli stupratori che vogliono dimostrare il loro potere e il loro dominio cercheranno vittime vulnerabili (come le donne giovani) che rendano più facile l'obiettivo. Una critica all'ipotesi della vulnerabilità è però la già citata bassa rilevanza statistica di donne anziane e bambini, che rientrano nel concetto di vittime vulnerabili, ma rimangono statisticamente sotto-rappresentati nei casi di stupro. Un critico della teoria sociologica della cultura dello stupro, l'ecologista comportamentale John Alcock, scrive nel suo libro, The Triumph of Sociobiology: «la diffusione dello stupro attraverso le specie animali è coerente con le previsioni evolutive e devastante per la spiegazione delle scienze sociali». Alcock utilizza i dati statistici a sua disposizione per dimostrare che un crimine generico come la rapina è molto più omogeneo tra i gruppi di età rispetto allo stupro, indicando che la vulnerabilità è probabilmente una scarsa spiegazione della differenza nei livelli di stupro tra donne giovani e anziane. Inoltre Alcock, così come altri studiosi, dati alla mano, sottolinea che una giovane donna ha più probabilità di essere violentata durante una rapina rispetto a una donna anziana. Le giovani donne fertili - quelle generalmente considerate più attraenti - hanno maggiori probabilità di essere violentate, e secondo Alcock nessun sociologo lo ha mai adeguatamente spiegato con la semplice logica del potere.
Altre evidenze che indicano il desiderio sessuale come motivo principale della violenza sessuale vengono però respinte dagli scienziati sociali che si occupano di cultura dello stupro. In Stopping Rape, un libro del 2015 scritto da un gruppo di sociologi, si osserva che lo stupro è strettamente correlato alla povertà, ai senzatetto e alla disuguaglianza di genere. Anche la guerra è un importante catalizzatore per lo stupro. Gli autori concludono che «ci sono prove considerevoli che i crimini sessuali contro le donne non sono guidati biologicamente».
Tutte queste variabili sociali (guerra, povertà, ecc.), controbattono però i critici, rendono sì le donne più vulnerabili ai desideri maschili, ma non riescono comunque a dare spiegazione dello stupro indipendentemente da tali desideri. Inoltre nel riesaminare gli studi sui metodi che mirano a ridurre il desiderio sessuale negli stupratori, compresa la castrazione chimica e chirurgica, gli stessi autori di Stopping Rape sono stati costretti ad ammettere che gli studi statistici tendono a confermare il successo di tali metodi. Questi studi infatti provano che gli stupratori che non ricevono la castrazione chirurgica hanno una probabilità 15 volte maggiore di recidiva rispetto agli stupratori che la attuano. L'esame di questa letteratura empirica sull'efficacia della castrazione chimica, secondo i critici della cultura dello stupro, tende dunque a confermare il successo nel targeting del desiderio biologico, e quindi a maggior ragione conferma la correlazione tra lo stupro e il desiderio sessuale.
Uno dei lavori più importanti e ampiamente discussi sullo stupro negli ultimi anni, A Natural History of Rape: Biological Bases for Sexual Coercion, scritto a quattro mani dall'antropologo Craig Palmer e dal biologo Randy Thornhill, sostiene che lo stupro è profondamente legato alla sessualità animale e umana. Le ragioni dello stupro, secondo Thornhill e Palmer, potrebbero essere due: o esso è un sottoprodotto (spandrel) del desiderio sessuale, oppure potrebbe essere un adattamento psicologico specificamente evoluto che ha permesso agli uomini nel passato di propagare la prole. Ciò che importa a Thornhill e Palmer comunque è che lo stupro, che sia un adattamento evolutivo a sé stante oppure un sottoprodotto del desiderio sessuale, rimane in ogni caso strettamente intrecciato con il desiderio sessuale e l'evoluzione biologica piuttosto che con il potere, e che se si vuole eradicarlo dalla società, bisogna comunque tenere conto di tali fattori e non negarli come fa l'attuale paradigma.
Anche lo psicologo evoluzionista Steven Pinker, professore all'Università di Harvard, è critico nei confronti della teoria di potere alla base della cultura dello stupro e difende il lavoro di Palmer e Thornhill, riassumendo la situazione nel suo celebre libro Tabula rasa (The Blank Slate: The Modern Denial of Human Nature), finalista al premio Pulitzer:
(Steven Pinker, The Blank Slate: The Modern Denial of Human Nature (2002).)